# Guerras ruso-kazanesas
Las guerras ruso-kazanesas fueron una serie de guerras libradas entre el Kanato de Kazán y el Principado de Moscú desde 1438, hasta que la ciudad de  Kazán fue capturada finalmente por Iván el Terrible en 1552.
Después de asegurar del Kan el yarlyk (Jarlig) sobre la mayor parte de las tierras del noreste de Rus, el Gran Ducado de Moscú emprendió una política exterior expansionista y de conquista agresiva de otros estados adyacentes, como la república de Nóvgorod, el principado de Tver y el principado de Riazán. En 1480, Moscovia se hizo totalmente independiente de la Horda de Oro después de la gran encuentro del río Ugrá. Al oeste, la expansión de Moscovia se enfrentó con Lituania en las guerras moscovita-lituanas.

## General

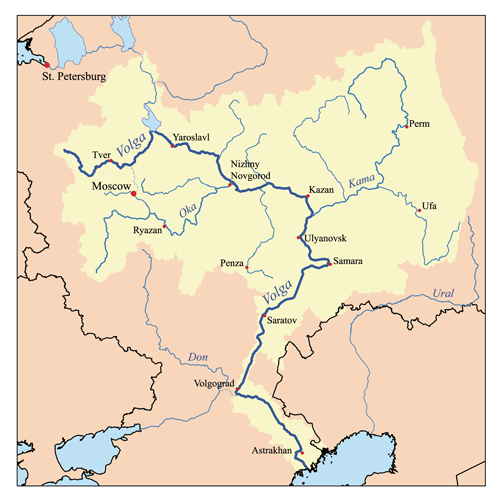
Mapa de la cuenca del Volga, que muestra Moscú, Nizhni Nóvgorod y Kazán

Antes de separarse de la Horda de Oro, la región de Kazán formaba parte de la Bulgaria del Volga (ca. 630 - ca. 1240) y luego fue el Ulús búlgaro de la Horda de Oro (ca. 1240-1438). Adoptaron el islam en 921, 67 años antes de que la Rus de Kiev se convirtiera en cristiana. La frontera entre Moscovia y Kazán estaba cerca de Nizhni Nóvgorod, a mitad de camino entre las dos ciudades. La tierra al este de Nizhni Nóvgorod era bastante difícil. Cuando los tártaros atacaban, primero golpeaban a Nizhni Nóvgorod y luego avanzaban sobre Múrom, Riazán y otros lugares, y solo dos veces se acercaron a Moscú. Cuando los rusos atacaban, solían enviar dos ejércitos, uno navegando aguas abajo por el Volga y otro por tierra.
Cuando Moscovia se hizo más fuerte, la lucha se desplazó hacia el este. Antes de 1552, los rusos no intentaron conquistar Kazán y se contentaron con mantener un kan favorable a Rusia. Un kan prorruso significaba paz y un kan antirruso significaba independencia y guerra. En Kazán nunca se estableció una dinastía estable. Los kanes prorrusos a menudo provenían del kanato de Qasim, mientras que los kanes antirrusos eran traídos desde Crimea y otros kanatos. Habitualmente hubo facciones pro y antirrusas, pero parecen haber sido temporales e inestables.

## Guerras de Basilio II
En 1438, un año después de la fundación del kanato, el primer kan de Kazán, Ulugh Muhammad, avanzó sobre Moscú con un gran ejército. Basilio II de Moscú huyó de su capital a través del río Volga, pero los tártaros se negaron a seguir la campaña y se volvieron hacia Kazán después de devastar Kolomna y Moscú.
La campaña de 1445 fue desastrosa para Moscovia y tuvo importantes repercusiones en la política rusa. Las hostilidades estallaron cuando el kan Maxmut tomó la estratégica  fortaleza de Nizhni Nóvgorod e invadió Moscovia. Basilio II reunió un ejército y derrotó a los tártaros cerca de Múrom y Gorojovéts. Pensando que la guerra había terminado, disolvió sus fuerzas y regresó a Moscú en señal de triunfo, solo para enterarse de que los tártaros habían asediado Nizhni Nóvgorod de nuevo. Reunió un nuevo ejército y marchó hacia Súzdal, donde se encontraban los generales rusos que se habían rendido en Nizhni al enemigo después de destruir la fortaleza. El 6 de junio de 1445 los rusos y los tártaros se enfrentaron en la batalla de Súzdal cerca de las murallas del monasterio del Salvador y San Eutimio. La batalla fue un éxito rotundo para los tártaros, que tomaron a Basilio II prisionero. Llevó cuatro meses de negociaciones, y el pago de un enorme rescate, salvar al monarca de su cautiverio.

## Guerras de Iván III

### Guerra de Qasim (1467-1469)

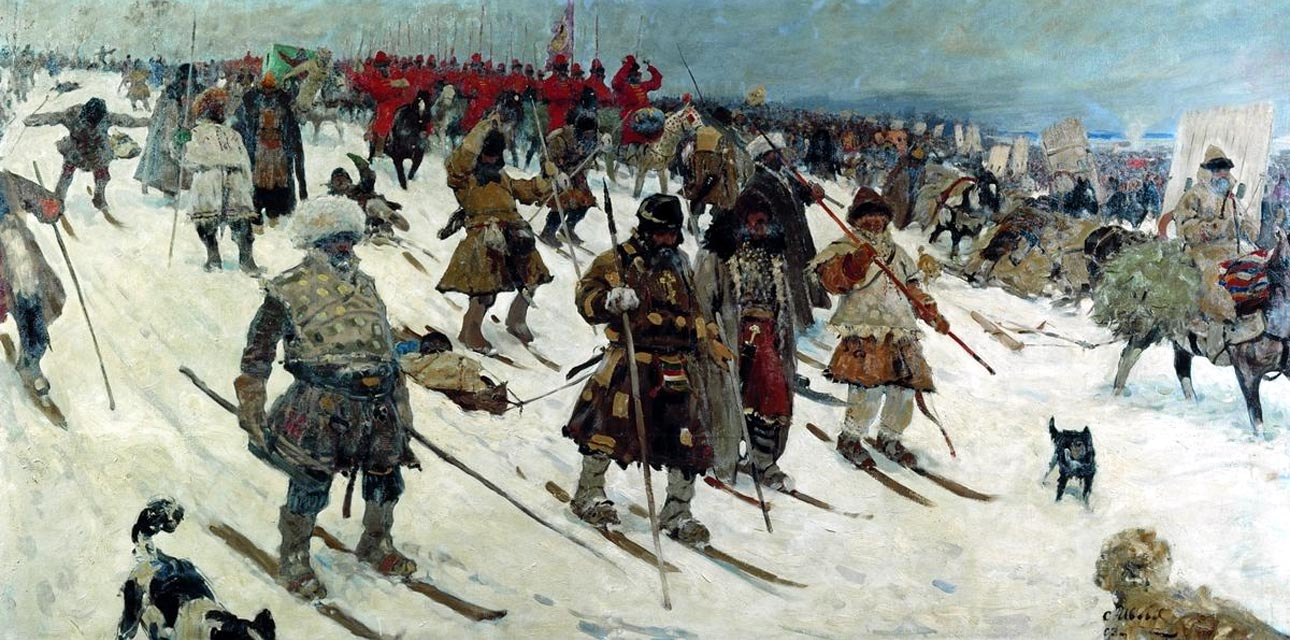
Los rusos medievales usaban esquís para facilitar el transporte durante sus campañas de invierno

Una frágil paz se rompió en 1467, cuando el kan Ibrahim llegó al trono e Iván III de Rusia decidió apoyar a su aliado o vasallo Qasim Khan en sus reclamaciones a ese trono tártaro y le declaró la guerra. El ejército de Iván navegó aguas abajo por el Volga, con sus ojos fijos en Kazán, pero las lluvias de otoño y raspútitsa ("temporada lodazal") obstaculizaron el avance de las fuerzas rusas. Cuando llegó el helado invierno, los generales rusos lanzaron una invasión del norte de la región de Vyatka. La campaña se vino abajo por falta de unidad, de propósito y de capacidad militar, pero no se reportaron muchas atrocidades cuando el ejército ruso devastó Udmurtia.
Al año siguiente, los rusos partieron de Kotélnich en los bosques de Vyatka. Navegaron aguas abajo por el río Viatka y el Kama hacia el Volga, saqueando barcos mercantes en su camino. En respuesta, Ibrahim montó una contraofensiva, invadió Vyatka, y sometió a los habitantes locales a la esclavitud durante la duración de la campaña.
En 1469, se reclutó un ejército mucho más fuerte fue creado y, navegando por el Volga y el Oká, enlazaron con Nizhni Nóvgorod. Los rusos marcharon aguas abajo y devastaron los alrededores de Kazán, pero no se atrevieron a poner sitio a la capital tártara, porque la viuda de Qasim se había comprometido a negociar una paz ventajosa con Ibrahim (su hijo). Mientras tanto, las unidades de Yaroslavl y Veliki Ústiug intentaron  en vano ganar Vyatka a la parte rusa. Después de que  se rompieron las negociaciones, los tártaros se enfrentaron con los rusos en dos batallas sangrientas pero no decisivas.
En el otoño de 1469, Iván III lanzó una tercera invasión del kanato. El comandante ruso, elpríncipe Daniil Jolmski, sitió Kazán, cortó el suministro de agua y obligó a Ibrahim a rendirse. Bajo los términos del acuerdo de paz, los tártaros pondrían en libertad a todos los prisioneros rusos que habían capturado en los cuarenta años anteriores.

### Sitio de Kazán (1487)
La región de Vyatka fue el principal motivo  de la discordia entre Kazán y Moscú en las siguientes décadas. En 1478, poco antes de su muerte, Ibrahim devastó la región. En venganza, Iván III envió a sus generales a saquear las proximidades de Kazán. En ese momento Ibrahim murió y fue sucedido por Ilham, mientras que su hermanastro Moxammat Amin huyó a Moscú. Iván III le permitió establecerse en Kashira y le prometió su apoyo a las reivindicaciones de Moxammat al trono tártaro.
En 1484 Rusia colocó a Moxammat Amin en el trono, pero al cabo de un año Ilham había recuperado el poder. En 1487, Iván volvió a considerar prudente intervenir en los asuntos de Kazán y reemplazar a Ilham con Moxammat Amin. El príncipe Jolmski descendió por el Volga desde Nizhni Nóvgorod y puso sitio a Kazán el 18 de mayo. La ciudad cayó en manos de los rusos el 9 de junio. Ilham fue enviado encadenado a Moscú antes de ser encarcelado en Vólogda, mientras Moxammat Amin fue proclamado el nuevo khan. En referencia a la presente campaña victoriosa, Iván III se autoproclamó «Señor de Bulgaria del Volga».[cita requerida]

### Batallas del Campo Arsk (1506)

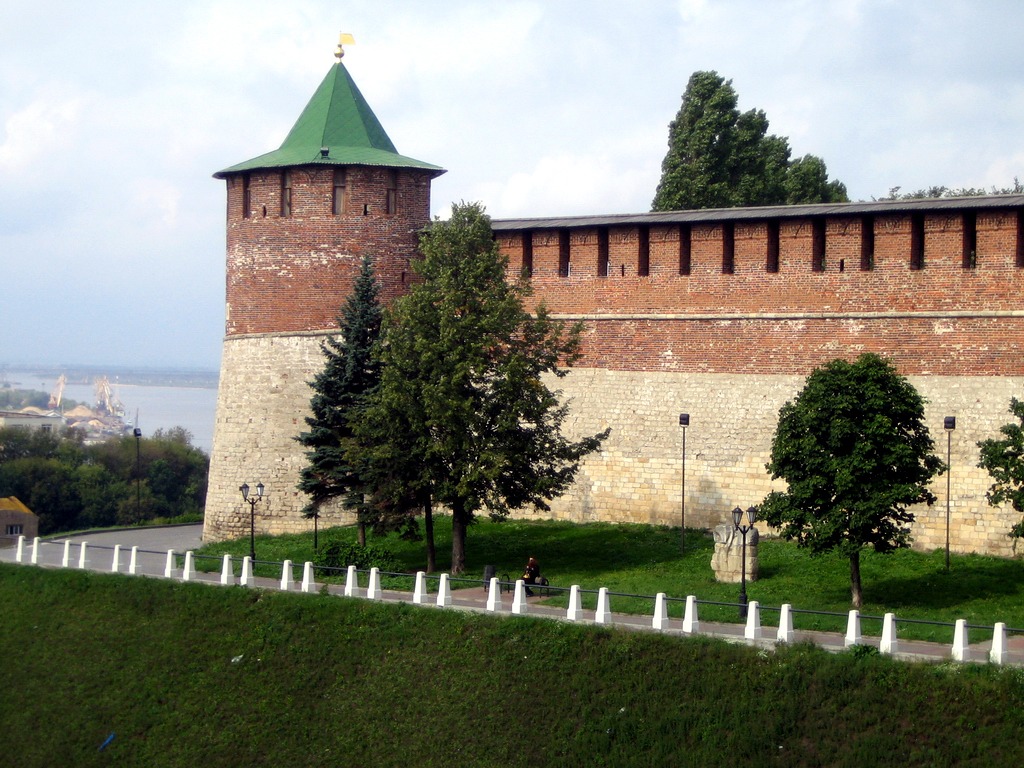
Torre del Kremlin de Nizhni Nóvgorod, construida en 1500-1511 para repeler los ataques de los tártaros del Kanato de Kazán.

La última guerra del reinado de Iván fue instigada por la viuda de Ilham, que se casó con Moxammat Amin y lo convenció para afirmar su independencia de Moscú en 1505. La rebelión estalló a la luz pública el día de San Juan, cuando los tártaros masacraron a mercaderes y enviados rusos presentes en la Feria anual de Kazán. Un enorme ejército de Kazán y tártaros de Nogái luego avanzó hacia Nizhni Nóvgorod y sitió la ciudad. El asunto fue decidido por 300 arqueros lituanos, que habían sido capturados por los rusos en la batalla de Vedrosha y vivían en Nizhni en cautiverio. Se las arreglaron para poner a los tártaros a la vanguardia en el caos: con la muerte en acción del hermano del khan sus fuerzas y las de la horda se retiraron.
La muerte de Iván impidió que las hostilidades fuesen renovadas hasta mayo de 1506, cuando el príncipe Fiódor Belsky condujo las fuerzas rusas contra Kazán. Después de que la caballería tártara atacase a su retaguardia, muchos rusos huyeron o se ahogaron en el lago Falta (22 de mayo). El príncipe Vasili Jolmski fue enviado para relevar a Belsky y derrotó al khan en el campo de Arsk el 22 de junio. Moxammat Amin retiró a sus fuerzas de Arsk pero, cuando los rusos comenzaron a celebrar su victoria, se aventuró a salir y les infligió una derrota dolorosa (25 de junio). A pesar de que fue la más brillante victoria tártara en décadas, Moxammat Amin —por alguna razón aún no se entiende claramente— resolvió pedir la paz y rindió homenaje al sucesor de Iván, Basilio III de Moscú.

## Guerras de Basilio III
Una nueva masacre de comerciantes rusos y enviados que residían en Kazán tuvo lugar en 1521. Basilio III estaba tan enfurecido que prohibió a sus súbditos visitar la Feria de Kazán de nuevo. En cambio, la famosa Feria Makáriev fue inaugurada aguas abajo de Nizhni Nóvgorod, un establecimiento que socavó la prosperidad económica de Kazán, contribuyendo así a su caída final.
En 1524, el príncipe Iván Belsky llevó los 150 000 efectivos del ejército ruso contra la capital tártara. Esta campaña se describe en detalle por un testigo extranjero, Herberstein. El enorme ejército de Belsky pasó 20 días acampado en una isla frente a Kazán, en espera de la llegada de los soldados de caballería rusos. Entonces llegaron noticias de que parte de la caballería había sido derrotada, y las embarcaciones cargadas con provisiones había sido capturadas por los tártaros. Aunque el ejército sufrió de hambre, Belsky a la vez puso sitio a la ciudad y pronto los tártaros enviaron sus emisarios a proponer términos de paz. Belsky los aceptó y rápidamente regresó a Moscú.
El príncipe Belsky regresó a las murallas de Kazán en julio de 1530. El khan había fortificado su capital, y construido una nueva muralla, pero los rusos incendiaron la ciudad, masacrando a muchos habitantes (según las crónicas rusas) y haciendo que su enemigo, Safa Giray, se retirase a Arsk. Los tártaros pidieron la paz, con la promesa de aceptar cualquier khan nombrado desde Moscú. El zar puso a Canghali, el hermano menor de Shahgali en el trono. Fue asesinado por la facción antirrusa en 1535.
Los registros de las crónicas rusas hablan de unos cuarenta ataques de los kanes de Kazán en los territorios rusos (principalmente en las regiones de Nizhni Nóvgorod, Múrom, Vyatka, Vladímir, Kostromá, Gálich) en la primera mitad del siglo XVI. La mitad de las incursiones de Kazán se produjeron entre 1530 y 1540. Los ataques de Kazán más ruinosos ocurrieron en 1522, 1533 y del 1537 al 1541.

## Guerras de Iván IV

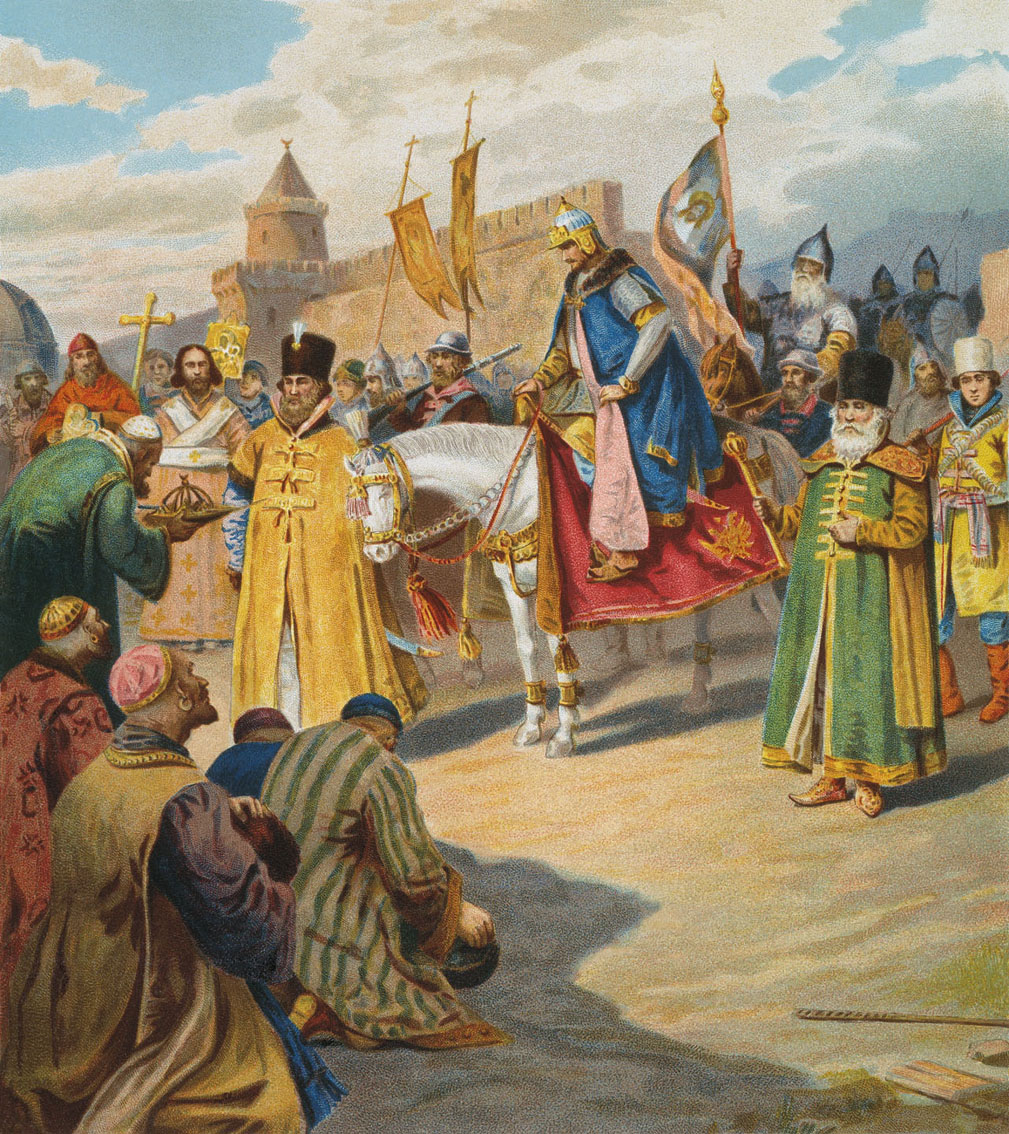
Iván IV bajo las murallas de Kazán

Mientras Iván IV era menor de edad, las escaramuzas fronterizas continuaron sin cesar, pero los líderes de ambas potencias se mostraron reacios a comprometer sus tropas en  conflictos abiertos. En 1536, los rusos y tártaros estaban al borde de una nueva guerra y se encontraron cerca de Lyskovo, pero la batalla se evitó. Durante los años siguientes, los kanes de Crimea constribuyeron a una alianza ofensiva con Safa Giray de Kazán, su pariente. Cuando Safa Giray invadió Moscovia en diciembre de 1540, los rusos utilizaron a los tártaros de Qasim para contenerlos. Después de que su avance se estancase cerca de Múrom, Safa Giray se vio obligado a retirarse hacia sus propias fronteras.
Estos reveses socavaron la autoridad del Safa Giray en Kazán. Un partido prorruso, representado por Shahgali, ganó suficiente apoyo popular para usurpar el trono más de una vez. En 1545, Iván IV montó una expedición al río Volga, principalmente con el fin flexibilizar musculatura y para mostrar su apoyo a las facciones prorrusas. Poco se logró  durante la campaña de 1547-1548 y la historia fue la misma en la de 1549-1550.
En 1551, los planes detallados para la conquista final de Kazán comenzaron a ser aireados. El zar mandó a su enviado a la Horda de Nogái y se comprometió a mantener la neutralidad durante la guerra inminente. Los Ar begs  y udmurtos fueron sometidos a la autoridad de Rusia también. En 1551, la fortaleza de madera de Sviyazhsk fue transportado aguas abajo por el Volga, desde Úglich recorriendo el camino a Kazán. Fue utilizado como plaza de armas de los rusos durante la campaña decisiva de 1552.

### Caída de Kazán (1552)

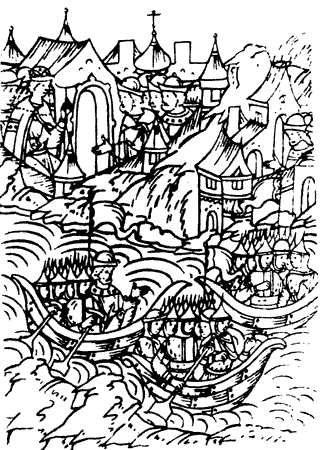
Las tropas rusas que parten hacia Kazán en 1545 (según un manuscrito contemporáneo)

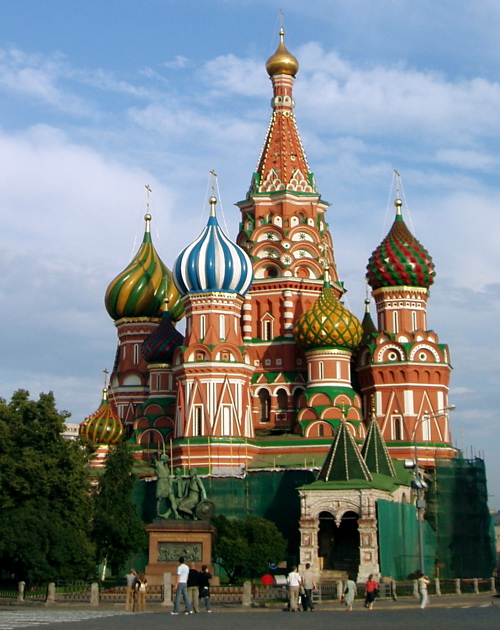
La catedral de San Basilio es un monumento conmemorativo de la conquista rusa de Kazán en 1552

El 16 de junio de 1552 Iván IV lideró un fuerte ejército ruso de 150 000 hombres desde Moscú hacia Kolomna. Ellos derrotaron a los tártaros de Crimea a las órdenes de Devlet Giray cerca de Tula antes de volverse hacia el este. El zar presionaba en dirección a Kazán hasta que el asedio final de la capital tártara se inició el 30 de agosto. Bajo la supervisión del príncipe Aleksandr Gorbaty-Shuiski (Alexander Gorbatyi-Shuisky), los rusos utilizaron armas de carnero, una torre con baterías, minas y 150 cañones. Los rusos también tenían la ventaja de sus eficientes ingenieros militares, como Iván Výrodkov, Nemchin Erazm ("Rozmysl") del Gran Ducado de Lituania, y el inglés Rozmysł (Butler). El suministro de agua de la ciudad fue bloqueado y las murallas estaban maltrechas antes del asalto final de Kazán. El 2 de octubre la ciudad fue tomada, sus fortificaciones arrasadas, y gran parte de la población masacrada. La Crónica de Kazán informa de unos 110 000 muertos, tanto de civiles como guarnición, y de que 60 000−100 000 rusos que habían sido mantenidos cautivos en el kanato fueron liberados.
La caída de Kazán tuvo como principal efecto la anexión y control de la región del Volga Medio. Los bashkires aceptaron la autoridad de Iván IV dos años más tarde. Como resultado de las campañas de Kazán, Moscovia se transformó en el estado multinacional y multiconfesional de Rusia. El zar celebró su victoria sobre Kazán mediante la construcción de varias iglesias con rasgos orientales, la más famosa la catedral de San Basilio en la Plaza Roja de Moscú. El asedio de Kazán fue también el tema del poema más largo del idioma ruso, la Rossiada de Mijaíl Jeráskov (1771-1779).
Después de la caída de Kazán un levantamiento de guerrillas conocido como la Guerra de Kazán comenzó en la región, con una duración de varios años hasta que fue finalmente suprimido en 1556. El zar respondió con una política de cristianización y con la rusificación de sus súbditos tártaros y de otros pueblos indígenas, un enfoque que no será invertido hasta el reinado de Catalina la Grande (reinado 1762-1796).